# Kegyetlen bánásmód
A Kegyetlen bánásmód (eredeti cím: Intolerable Cruelty) 2003-ban bemutatott amerikai romantikus filmvígjáték, melyet Joel Coen rendezett. A forgatókönyvet Robert Ramsey, Matthew Stone, Ethan és Joel Coen írta. A főbb szerepekben George Clooney és Catherine Zeta-Jones látható. A film az Universal Pictures megbízásából készült, Magyarországon a UIP-Duna Film forgalmazza.

## Cselekmény
|  | Alább a cselekmény részletei következnek! |

## Szereplők
| Szereplő        | Színész                | Magyar hang          |
| --------------- | ---------------------- | -------------------- |
| Miles Massey    | George Clooney         | Szabó Sipos Barnabás |
| Marylin Rexroth | Catherine Zeta-Jones   | Tóth Enikő           |
| Donovan Donaly  | Geoffrey Rush          | Haás Vander Péter    |
| Gus Petch       | Cedric the Entertainer | Bácskai János        |
| Rex Rexroth     | Edward Herrmann        | Konrád Antal         |
| Wrigley         | Paul Adelstein         | Forgács Gábor        |
| Freddy Bender   | Richard Jenkins        | Borbély László       |
| Howard D. Doyle | Billy Bob Thornton     | Szacsvay László      |
| Sarah Sorkin    | Julia Duffy            | Csere Ágnes          |
| Heinz báró      | Jonathan Hadary        | Harsányi Gábor       |
| Herb Myerson    | Tom Aldredge           | Kun Vilmos           |
| Bonnie Donaly   | Stacey Travis          | Orosz Anna           |
| Asztmás Joe     | Irwin Keyes            | Papp János           |